# Ківі (футбольний клуб)
Футбольний клуб «Ківі» (англ. Vailima Kiwi FC), іноді Валіїма Ківі — самоанський футбольний клуб з міста Апіа. Клуб грає в Самоанській Національній Лізі, найвищому футбольному дивізіоні країни. Клуб виграв найбільше титулів у самоанському футболі — 7 чемпіонатів країни і двічі виграв Кубок Самоа.
Клуб «Ківі» 4 рази грав у Лізі чемпіонів ОФК, двічі команда зупинялася в кваліфікаційному раунді, а двічі команда грала в груповому турнірі ліги, проте у стадію плей-оф не виходила.

## Титули і досягнення
- Чемпіон Самоа (7): 1984, 1985, 1997, 2010—2011, 2011—2012, 2013—2014, 2018
- Володар Кубка Самоа (2): 2010, 2014